# Мбенза, Исаак
Исаак Мбенза (англ. Isaac Mbenza; 8 марта 1996 года, Сен-Дени, Франция) — бельгийский футболист, нападающий клуба «Шарлеруа».

## Клубная карьера
Родился во французском городе Сен-Дени. Тренировался в школах «Брюсселя» и «Мехелена», окончил академию «Валансьена». В 2013 году стал играть за вторую команду, дебютировал в ней 24 августа 2013 года в поединке против «Онуа».
6 февраля 2015 года дебютировал в составе главной команды «Валансьена» в Лиге 2 поединком против «Осера». Всего в дебютном сезоне провёл 13 встреч, став основным игроком, выходящим на замену. 22 мая 2015 года забил свой первый мяч в профессиональном футболе в ворота «Газелека». 2 июля 2015 года подписал контракт с «Валансьеном» сроком на три года. Сезон 2015/16 провёл основным игроком, сыграл 35 матчей и забил 6 мячей.
27 июля 2016 года подписал контракт с бельгийским клубом «Стандард». Срок контракта составил 4 года. 31 июля 2016 года дебютировал в Лиге Жюпиле в поединке против «Вестерло», выйдя на замену после перерыва вместо Эдмилсона Жуниора.